# 颈槽蛇
颈槽蛇（学名：Rhabdophis nuchalis）为游蛇科颈槽蛇属的爬行动物，俗名颈槽游蛇。在中国大陆，分布于湖北、广西、四川、贵州、陕西、甘肃等地，常栖息于海拔1000米以上的山区以及路边、草丛、石堆、耕作地或水域附近。其生存的海拔范围为620至1860米。该物种的模式产地在湖北宜昌。

## 保护
本种于2023年被收录入《有重要生态、科学、社会价值的陆生野生动物名录》。